# Lucie Poitras
Lucie Poitras est une comédienne québécoise, née le 3 avril 1902 à Saint-Eugène-de-Grantham et morte le 13 décembre 1967 à Montréal.     

## Biographie
Lucie Poitras, de son véritable nom Lucienne Plante, fit ses débuts au Théâtre Chanteclerc (aujourd'hui sis à cet endroit le Théâtre du Rideau vert). Elle faisait parallèlement, sous le pseudonyme Lucy Arlette, des tournées en Nouvelle-Angleterre. Lucie Poitras participa à ce qu'on appelle l'Âge d'or de la radio montréalaise (c'était avant la télévision), et campa aussi quelques rôles à la télévision. Elle tourna également dans l'un des tout premiers films du cinéma canadien réalisé au Québec : La Drogue fatale.
Lucie Poitras fut secrétaire de l'Union des Artistes et c'était l'épouse du comédien Henri Poitras. Elle meurt à Montréal âgée de 65 ans le mercredi 13 décembre 1967 des suites d'une longue maladie et est enterée au Cimetière Notre-Dame-des-Neiges, à Montréal.

## Cinéma et télévision
- 1947 : Whispering City (film)
- 1947 : La Forteresse (film) : Mère supérieur
- 1952 : La Petite Aurore, l'enfant martyre  : la mère de Catherine
- 1953 : La Famille Plouffe (série télévisée) : Blanche Toulouse
- 1954 : 14, rue de Galais (série télévisée) : la ménagère
- 1957 : Au chenal du moine (série télévisée)
- 1959 : Il était une guerre
- 1964 : Trouble-fête de Pierre Patry : la mère de Lucien
- 1967 : Waiting for Caroline  (version française : Les deux amours de Caroline) : Mme Simard

## Sources
« Lucie Poitras » (présentation), sur l'Internet Movie Database